# Клодниця
Клодни́ця (пол. Kłodnica, нім. Klodnitz) — річка в Польщі, у Сілезькому й Опольському воєводствах. Права притока Одри (басейн Балтійського моря).

## Опис
Довжина річки 75 км, найкоротша відстань між витоком і гирлом — 60,12 км, коефіцієнт звивистості річки — 1,25. Площа басейну водозбору 1125,8 км².

## Розташування
Бере початок у місті Катовиці. Спочатку тече на північний захід, потім на південний захід і в місті Кендзежин-Козьле впадає у річку Одру.
Населені пункти вздовж берегової смуги: Руда-Шльонська, Забже, Гливиці, Уязд.

## Цікавий факт
- У пригирловій частині річка декілька кілометрів протікає через Гливицький канал[1].